# جيرارد لوبيز
جيرارد لوبيز (بالإنكليزية: Gerard López) (بالإسبانية: Gerard López i Segú)

## سجل المباريات والأهداف
- نادي برشلونة بي: 1996 - 1997 31 مباراة 10 اهداف
- نادي فالنسيا: 1997 - 1998 11 مباراة 0 اهداف
- نادي ألافيس: 1998 - 1999 29 مباراة 7 اهداف
- نادي فالنسيا: 1999 - 2000 34 مباراة 4 اهداف
- نادي برشلونة: 2000 - 2005 91 مباراة 4 اهداف
- نادي موناكو: 2005 - 2007 13 مباراة 1 اهداف
- نادي ريكرياتيفو: 2007 - 2008 17 مباراة 0 اهداف
- نادي غيرونا: 2009 - 2011 16 مباراة 4 اهداف [2]
- المنتخب الإسباني: 6 مباريات 2 اهداف
- منتخب كاتالونيا: 8 مباريات 2 اهداف [3]

## البطولات التي حققها
- نادي فالنسيا:

1. بطل إسبانيا كأس السوبر: 1999
2. وصيف دوري أبطال أوروبا 1999–2000

- نادي برشلونة:
- دوري أبطال أوروبا 2004–05[4]

## روابط خارجية
- جيرارد لوبيز على موقع الاتحاد الدولي (مؤرشف)  (الإنجليزية)
- جيرارد لوبيز على موقع رابطة كرة القدم الفرنسية للمحترفين (الإنجليزية)
- جيرارد لوبيز على موقع قاعدة بيانات كرة القدم.إي يو (الإنجليزية)
- جيرارد لوبيز على موقع ليكيب (الفرنسية)
- جيرارد لوبيز على موقع ناشيونال فوتبول تيمز (الإنجليزية)
- جيرارد لوبيز على موقع Soccerbase.com (لاعب) (الإنجليزية)
- جيرارد لوبيز على موقع Soccerway.com (الإنجليزية)
- جيرارد لوبيز على موقع عالم كرة القدم.نت (الإنجليزية)